# Pardosa bucklei
Pardosa bucklei este o specie de păianjeni din genul Pardosa, familia Lycosidae, descrisă de Kronestedt, 1975. Conform Catalogue of Life specia Pardosa bucklei nu are subspecii cunoscute.